# Wólka (gromada w powiecie lubelskim)
Wólka – dawna gromada, czyli najmniejsza jednostka podziału terytorialnego Polskiej Rzeczypospolitej Ludowej w latach 1954–1972.
Gromady, z gromadzkimi radami narodowymi (GRN) jako organami władzy najniższego stopnia na wsi, funkcjonowały od reformy reorganizującej administrację wiejską przeprowadzonej jesienią 1954 do momentu ich zniesienia z dniem 1 stycznia 1973, tym samym wypierając organizację gminną w latach 1954–1972.
Gromadę Wólka z siedzibą GRN w Wólce utworzono – jako jedną z 8759 gromad na obszarze Polski – w powiecie lubelskim w woj. lubelskim na mocy uchwały nr 12 WRN w Lublinie z dnia 5 października 1954. W skład jednostki weszły obszary dotychczasowych gromad Wólka, Biskupie kol., Długie, Rudnik, Jakubowice Murowane, Trześniów, Świdniczek i Świdnik Mały wieś oraz części obszarów dotychczasowych gromad Świdnik Duży, Świdnik Mały kol. i Biskupie wieś (położone na północ od drogi bitej Lublin-Mełgiew) ze zniesionej gminy Wólka w tymże powiecie. Dla gromady ustalono 27 członków gromadzkiej rady narodowej.
1 stycznia 1959 z gromady Wólka wyłączono kolonie Ponigwoda i Zygmuntów oraz obszar majątku Rudnik o łącznej powierzchni 315 ha, włączając je do Lublina, miasta na prawach powiatu w tymże województwie.
1 stycznia 1960 do gromady Wólka włączono wieś Łysaków, wieś i kolonię Pliszczyn oraz kolonię Zagroda ze zniesionej gromady Sobianowice w tymże powiecie.
Gromada przetrwała do końca 1972 roku, czyli do kolejnej reformy gminnej. 1 stycznia 1973 w powiecie lubelskim reaktywowano gminę Wólka.